# クーロ・サンチェス
フランシスコ・ホセ・"クーロ"・サンチェス・ロドリゲス（Francisco José "Curro" Sánchez Rodríguez、1996年1月3日 - ）は、スペイン・アンダルシア州ラ・パルマ・デル・コンダド出身のサッカー選手。ブルゴスCF所属。ポジションはFWまたはMF。

## クラブ経歴
アンダルシア州のラ・パルマ・デル・コンダドに生まれ、2007年に11歳でセビージャFCのカンテラに加入した。2012-13シーズンにBチームデビューすると、2015年2月2日にクラブと2年間のプロ契約を結んだ。2016年4月17日、デポルティーボ・ラ・コルーニャとのリーグ戦でプロデビューを果たしたが、トップチームではレギュラーに定着できず、2019年にセビージャを退団した。
2019年7月16日、CDヌマンシアにフリーで移籍し、2年契約を結んだ。
2020年9月9日、SDポンフェラディーナと1年契約を締結した。
2021年7月10日、セグンダ・ディビシオンのUDアルメリアと3年契約を交わした。
2022年9月3日、ブルゴスCFに2年契約で移籍した。